# Gorbósalamon
Gorbósalamon település Romániában, Szilágy megyében.

## Fekvése
Szilágy megyében, Zsibótól délkeletre, Csákigorbó és Bezdédtelek között fekvő település.

## Nevének eredete
Nevét valószínűleg Salamon nevű alapítója után, vagy Salamon tiszteletére épült temploma után kapta.

## Története
Nevét 1336-ban már említették az oklevelekben Salamonteluk és Salamontelek neveken.
Gorbósalamon (Salamon) első birtokosai a Zsombor nemzetség tagjai voltak: Sombor fia Gyula és Pető, valamint Gyula fia János és Pál fia András.
1336-ban a birtokot Pogány Istvánnak adták cserébe.
1378-ban a birtok a Bebek család tagjaira szállt, majd tőlük 1470-ben Dengelegi Pongrác Jánosra.
1535-ben Bebek Imre a birtok negyedrészét Balassa Imrének és nejének Somi Annának adta el.
1560-ban Szapolyai János király a  birtok felét néhai Bebek Ferenctől elkobozta, s azt Báthory Kristófnak adományozta. A birtok másik fele Balassa Zsófiáé lett.
1592-ben Báthory Zsigmond itteni részét - mely Csáky Dénes fia Mihály utód nélküli halála után szállt rá, Csáky Istvánnak adományozta.
1627-ben Bethlen Gábor fejedelem Haller Györgyöt, Zsigmondot és Bánffy Lászlót itteni részbirtokaikban megerősítette.
1696-ban Salamon Török hódoltság alatt lévő település volt.
1803-ban végzett összeírás szerint Csáky Gábor örököseié volt.
1810-ben gróf Haller Jánosné, 1820-ban báró Jósika Miklós, Wass Samuné gróf Bethlen Rozália birtoka 
volt.
Gorbósalamon a trianoni békeszerződés előtt Szolnok-Doboka vármegye Csákigorbói járásához tartozott.

## Nevezetességek
- 18. századi ortodox fatemplom.[1] Anyakönyvet 1824-től vezetnek.